# Carepa

Localização de Carepa, no departamento de Antioquia.

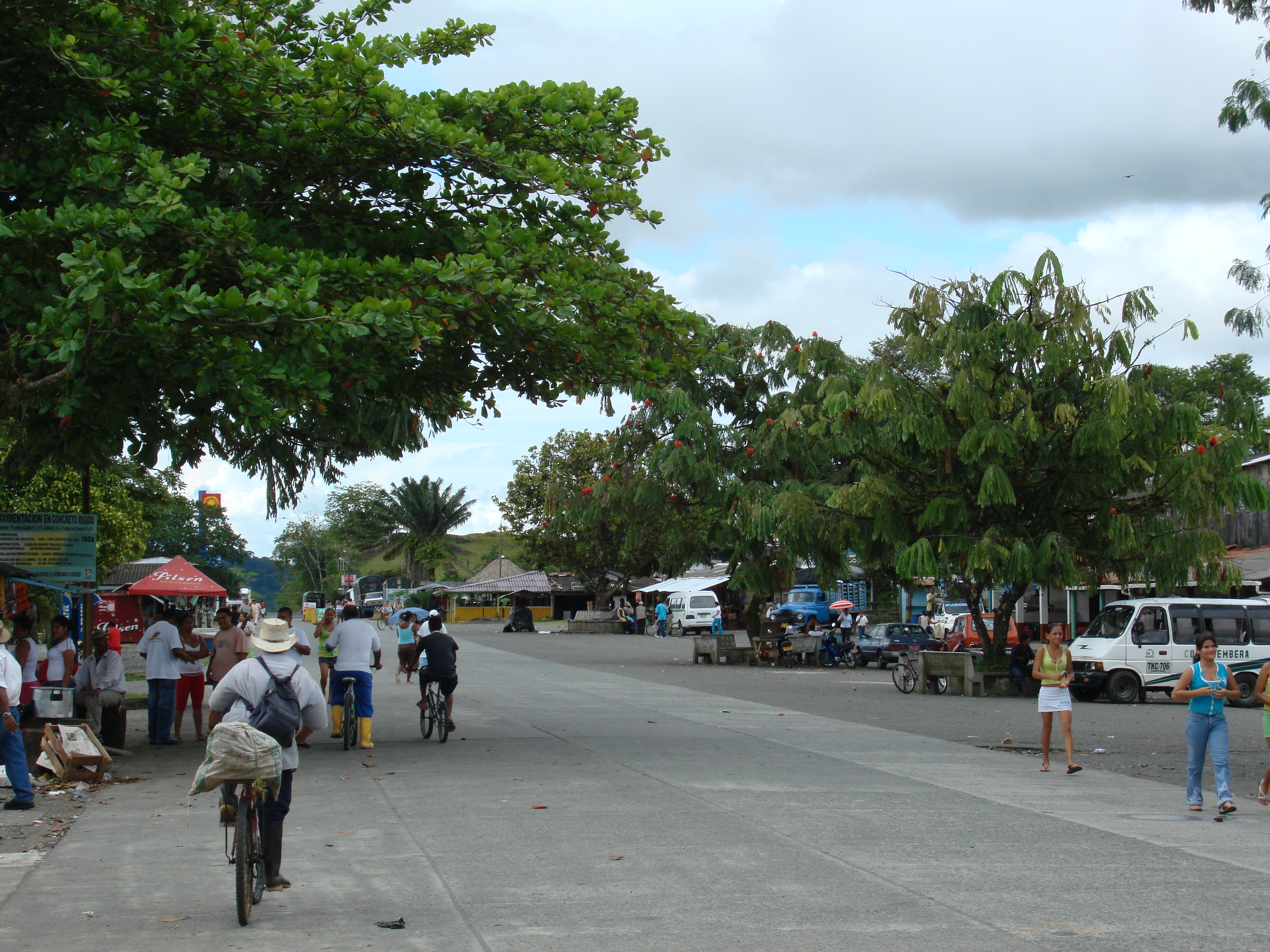
Rua principal da cidade.

Carepa é uma cidade e município da Colômbia, no departamento de Antioquia. Dista 317 quilômetros de Medellín, capital do departamento. Sua área é de 380 quilômetros quadrados e sua população, conforme o censo de 2002, era formada por 42.075 habitantes.
Carepa foi o nome dado a região pelos seus primeiros habitantes, os indígenas Katíos, que em português significa "papagaio pequeno". Posteriormente o lugar foi chamado de "Playa Veracruz", mas anos depois retornou ao seu nome indígena. 
Carepa é banhada pelos rios León e Carepa, com ocorrência de chuvas torrenciais entre os meses de abril e novembro e um período seco entre dezembro e março. Segundo o site do governo colombiano, sua população atualmente é de 57.484 habitantes.